# Sis dies d'Ottawa
Els Sis dies d'Ottawa era una cursa de ciclisme en pista, de la modalitat de sis dies, que es corria a Ottawa (Canadà). Només es va disputar una edició.

## Palmarès
| Any  | Primers                                     | Segons                                          | Tercers                                |
| ---- | ------------------------------------------- | ----------------------------------------------- | -------------------------------------- |
| 1936 | Albert Heaton · Bob Walthour · Roy McDonald | Raymond Bédard · Max Hurley · Georges Trépanier | Tommy Flynn · Jakie Gruber · Guy Ricci |